# (210) Isabella
(210) Isabella est un astéroïde de la ceinture principale découvert par Johann Palisa le 12 novembre 1879.